# Nematopsis sinaloensis
Nematopsis sinaloensis is een soort in de taxonomische indeling van de Myxozoa, een stam van microscopische parasitaire dieren. Het organisme komt uit het geslacht Nematopsis en behoort tot de familie Porosporidae. Nematopsis sinaloensis werd in 1975 ontdekt door Feigenbaum.